# آلاله هزاربرگ
آلاله هزاربرگ (نام علمی: Ranunculus millefoliatus) نام یک گونه از سرده آلاله است. سردهٔ آلاله در ایران ۵۵ گونهٔ علفی یک ساله و چند ساله دارد. آلاله هزاربرگ یکی از ۵۵ گونهٔ موجود در ایران است.